# Saissetia persimilis
Saissetia persimilis är en insektsart som först beskrevs av Robert Newstead 1917.  Saissetia persimilis ingår i släktet Saissetia och familjen skålsköldlöss. Inga underarter finns listade i Catalogue of Life.